# Il Paradiso è altrove
Il Paradiso è altrove (El paraíso en la otra esquina) è un romanzo scritto da Mario Vargas Llosa nel 2003.

## Trama
Il romanzo è una doppia biografia storica del pittore post-impressionista Paul Gauguin e di sua nonna Flora Tristan, una delle fondatrici del moderno femminismo. Il libro è diviso in 11 capitoli, che si alternano l'un l'altro tra le storie di Flora Tristan e Paul Gauguin, il nipote che lei non conobbe mai. Flora Tristan, figlia illegittima di un ricco uomo peruviano e di una donna francese, ripugna il sesso, odia il marito André Chazal, e lo abbandona per seguire la battaglia per i diritti delle donne e dei lavoratori. Così abbandonò la sua vita privata e la famiglia per seguire la sua causa. Gauguin invece abbandona la moglie e i figli, ed il lavoro come agente di cambio a Parigi, per rincorrere la sua passione per la pittura. In tale processo di ricerca allontana se stesso sempre di più dalla civilizzazione, dirigendosi a Tahiti e nella Polinesia francese per trovare l'ispirazione.

## Edizioni italiane
- Il Paradiso è altrove, traduzione di Glauco Felici, Collana Supercoralli, Torino, Einaudi, 2003,  p. 405, ISBN 978-88-06-16649-6. - Collana ETascabili. Scrittori n.1334, Torino, Einaudi, 2005, ISBN 978-88-061-7462-0.